# Nysa (planetoïde)
(44) Nysa is een planetoïde in de planetoïdengordel tussen de banen van de planeten Mars en Jupiter. Nysa draait in 3,77 jaar om de zon, in een ellipsvormige baan die bijna 4° helt ten opzichte van de ecliptica. De afstand tot de zon varieert tijdens een omloop tussen de 2,063 en 2,785 astronomische eenheden.

## Ontdekking en naamgeving
Nysa werd op 27 mei 1857 ontdekt door de Duitse astronoom Hermann Goldschmidt. Goldschmidt had eerder al vijf andere planetoïden ontdekt en zou in totaal veertien planetoïden ontdekken.
Nysa is genoemd naar Nysa, in de Griekse mythologie het land waar de god Dionysos opgroeide.

## Eigenschappen
Nysa is zowel met spectraalanalyse, radar, als met de Hubble Space Telescope onderzocht. Ze blijkt een langwerpige vorm te hebben met een lange as van ongeveer 113 km en een korte as van 65 km. Het is niet helemaal uitgesloten dat ze een dubbelplanetoïde is en uit twee ongeveer even grote lichamen bestaat.
Nysa wordt door spectraalanalyse ingedeeld bij de E-type planetoïden, wat betekent dat ze een relatief hoog albedo heeft en een licht oppervlak. E-planetoïden zijn rijk in het mineraal enstatiet. Nysa draait in bijna 6,5 uur om haar eigen as.